# Heinrich von Zütphen
Heinrich von Zütphen (Zutphen, 1488 — Heide, Holstein, 10 de dezembro de 1524) foi um mártir luterano, prior e reformador alemão.

## Carreira
Foi promovido a Baccalaurus biblicus em 12 de janeiro de 1521 após uma bula papal de excomunhão do ano anterior. Em 11 de Outubro de 1521 recebeu seu diploma de Bacharel e logo após a licenciatura. Defendeu tese com orientação de Johannes Dolscius. Sabedor das perseguições aos protestantes na Holanda, apressou-se em ir para Antuérpia para participar do movimento evangélico naquela cidade. Foi preso, mas a população se levantou para libertá-lo. Pregou ainda em Bremen e Meldorf. Morreu queimado na fogueira em Heide, em 10 de dezembro de 1524 não antes sem ser massacrado e ter passado fome na prisão.

## Publicação
- Etlich puncten vn̄ namhafftige artickel, den Gelaubenn vnd alles Christenlich wesen betreffend, 1525